# 쇼를 사랑한 남자
쇼를 사랑한 남자(Behind the Candelabra)는 2013년 공개된 미국의 드라마 영화이다. 1950년대에서 1980년대에 걸쳐 세계적으로 인기를 얻은 미국인 피아니스트 리버라치의 10년간을 그린 전기이며, 스콧 소슨의 회고록 《Behind the Candelabra: My Life With Liberace》 (1988년)를 원작으로 하고 있다. 2013년 5월 21일 칸 국제 영화제에서 상영되어 황금 종려상을 경쟁했다. 미국에서 2013년 5월 26일 HBO 텔레비전 방송되었으며, 영국에서는 6월 7일에 극장 공개되었다.

## 줄거리
1977년, 18세의 동물 조련사 스콧 쏜슨은 할리우드 프로듀서 밥 블랙을 통해 유명 피아니스트 리버라치를 만나게 된다. 리버라치는 쏜슨에게 호감을 느끼고 자신의 화려한 라스베이거스 저택으로 초대한다. 쏜슨은 리버라치의 애완견이 시력을 잃은 것을 치료해주며 리버라치의 '보조'가 되고, 이후에는 리무진 운전사 역할까지 맡게 된다. 쏜슨은 리버라치와 연인 관계로 발전하고, 함께 살게 된다.
쏜슨은 양성애자라고 밝히지만 리버라치는 남성에게만 끌린다는 사실을 고백한다. 시간이 지나면서 리버라치는 쏜슨을 자신의 젊은 모습처럼 만들려 하고, 성형 수술을 통해 외모를 바꾸려 시도하거나 입양을 시도하기도 한다. 리버라치는 쏜슨에게 체중 감량을 위한 약물을 처방하고, 통제하려는 리버라치와 자신의 감정을 숨기려는 모습에 쏜슨은 점차 불만을 느끼며 약물에 의존하게 된다.
1982년, 쏜슨의 약물 남용과 리버라치가 젊은 남자에게 관심을 보이면서 두 사람의 관계는 악화된다. 리버라치는 성인 쇼를 방문하고, 서로 다른 사람을 만날 것을 제안한다. 질투심에 휩싸인 쏜슨은 결국 리버라치에게 쫓겨나고, 그들의 관계는 끝난다.
쏜슨은 변호사를 고용해 리버라치를 상대로 1억 달러 이상의 위자료 소송을 제기한다. 소송 과정에서 쏜슨은 리버라치와의 5년간의 관계를 상세히 밝히지만, 리버라치는 성적 관계를 부인한다. 결국 쏜슨은 7만 5천 달러와 세 대의 차, 세 마리의 개를 받는 조건으로 합의한다.
1986년, 쏜슨은 리버라치로부터 전화 한 통을 받는다. 리버라치는 에이즈로 매우 아프다고 말하며 쏜슨을 다시 만나고 싶어 한다. 쏜슨은 리버라치를 방문해 마지막으로 대화를 나누고, 리버라치는 몇 달 뒤 사망한다. 쏜슨은 리버라치의 장례식에 참석하고, 리버라치가 마지막으로 화려한 무대를 선보이는 모습을 상상하며 영화는 마무리된다.

## 출연

### 주연
- 마이클 더글라스
- 맷 데이먼
- 로브 로우

### 조연
- 댄 애크로이드
- 데비 레이놀즈
- 스콧 바큘라
- 닉키 캣
- 샤이엔 잭슨
- 보이드 홀브룩
- 톰 파파
- 케이시 크레이머
- 팻 아산티
- 가렛 M. 브라운
- 제인 모리스
- 랜디 로웰

## 기타
- 미술: 하워드 커밍스
- 세트: 바바라 먼치
- 의상: 엘렌 미로닉